# Elytroleptus humeralis
Elytroleptus humeralis är en skalbaggsart som beskrevs av Linsley 1961. Elytroleptus humeralis ingår i släktet Elytroleptus och familjen långhorningar. Inga underarter finns listade i Catalogue of Life.